# Pietro Figlioli
Pietro Figlioli (Rio de Janeiro, 29 maggio 1984) è un pallanuotista italiano, fino al 2009 australiano, attaccante della Rari Nantes Savona.

## Biografia
È il figlio di José Sylvio Fiolo, ex nuotatore brasiliano vincitore di due medaglie d'oro ai Giochi panamericani ed ex detentore del record del mondo dei 100 rana.

## Carriera

### Club
Nato in Brasile, la sua famiglia si è trasferita in Australia quando aveva tre anni, e lì ha iniziato la sua carriera, giocando nel West Sidney, per poi spostarsi in Europa giocando a Barcellona. Al termine della sua esperienza spagnola approda in Italia prima al Chiavari e poi alla Pro Recco che ha lasciato per un solo anno, andando al Sori, per poi tornarvi ed ottenere moltissimi successi a livello nazionale e internazionale. Nel 2017 con la Sport Management è finalista in Coppa LEN, mentre nel 2018 con l'AN Brescia è vicecampione d'Italia e finalista in Coppa Italia. Nel 2019 fa ritorno alla Pro Recco, con la quale nel 2023 conquista la sua settima Coppa dei Campioni a livello personale, record assoluto nella competizione. A partire dal 2023 indossa la calottina della R.N. Savona.

### Nazionale
A livello di squadre nazionali dopo aver militato per anni nella nazionale dell'Australia, nel 2009 Figlioli ha deciso di giocare per quella dell'Italia, di cui è divenuto è il capitano, e con la quale è salito sul podio in tutti i tornei internazionali per nazioni.

## Palmarès

### Club

#### Trofei nazionali
- Campionato italiano: 11

Pro Recco: 2006-07, 2009-10, 2010-11, 2011-12, 2012-13, 2013-14, 2014-15, 2015-16, 2016-17, 2021-22, 2022-23
- Campionato spagnolo: 1

Barcellona: 2003-04
- Coppe Italia: 10

Pro Recco: 2006-07, 2009-10, 2010-11, 2012-13, 2013-14, 2014-15, 2015-16, 2020-21, 2021-22, 2022-23

#### Trofei internazionali
- LEN Champions League: 7

Pro Recco: 2006-07, 2009-10, 2011-12, 2014-15, 2020-21, 2021-2022, 2022-23
- Coppe LEN: 1

Barcellona: 2003-04
- Supercoppa LEN: 4

Pro Recco: 2010, 2015, 2021, 2022
- Lega Adriatica: 1

Pro Recco: 2011-12
- Coppa COMEN: 1

R.N. Sori: 2008

### Nazionale
- Olimpiadi

Londra 2012: 
Rio 2016: 
- Mondiali

Shanghai 2011: 
Gwangju 2019: 
- World League

Australia: Berlino 2007: 
Genova 2008: 
Italia: Firenze 2011 
Almaty 2012 
Ruza 2017 
- Europei

Zagabria 2010: 
Budapest 2014: